# Fujisaki
Fujisaki (藤崎町; Fujisaki-machi) és un poble del Japó situat a la prefectura d'Aomori.